# Kanigoro (Ngablak)
Kanigoro is een bestuurslaag in het regentschap Magelang van de provincie Midden-Java, Indonesië. Kanigoro telt 2334 inwoners (volkstelling 2010).